# Філліс Логан
Філліс Логан (англ. Phyllis Logan; 11 січня 1956, Пейслі, Велика Британія) — британська акторка театру і кіно.

## Життєпис
Закінчила Королівську академію музики та драматичного мистецтва Шотландії (1977). Лауреат премії BAFTA.

## Фільмографія

### Фільми
| Рік  | Назва                            | Оригінальна назва           | Роль                | Примітки |
| ---- | -------------------------------- | --------------------------- | ------------------- | -------- |
| 1983 | Кожен малюнок розповідає історію | Every Picture Tells a Story | Агнес Скотт         |          |
| 1984 | 1984                             | Nineteen Eighty-Four        | Телевізійний диктор | голос    |
| 1985 | Доктор і дияволи                 | The Doctor and the Devils   | Елізабет Рок        |          |
| 1990 | Темне сонце                      | The Dark Sun                | Камілла Стаффа      |          |
| 1996 | Таємниці і брехня                | Secrets & Lies              | Моніка Перлі        |          |
| 2019 | Абатство Даунтон                 | Downton Abbey               | Елсі Хьюз-Карсон    |          |
| 2021 | Останній автобус                 | The Last Bus                | Мері                |          |
| 2022 | Абатство Даунтон 2               | Downton Abby: A New Era     | Елсі Карсон         |          |

### Серіали
| Рік       | Назва                 | Оригінальна назва  | Роль                         | Примітки      |
| --------- | --------------------- | ------------------ | ---------------------------- | ------------- |
| 1986-1994 | Лавджой               | Lovejoy            | Леді Джейн Фелшем            | 47 епізодів   |
| 2004      | Вбивство в передмісті | Murder in Suburbia | Венді                        | 1 епізод      |
| 2010-2015 | Абатство Даунтон      | Downton Abbey      | Елсі Мей Карсон (місіс Хьюз) | Постійна роль |